# The New Arab
The New Arab ou Al-Araby Al-Jadeed (em árabe: العربي الجديد) é um veículo de notícias pan-árabe com sede em Londres, pertencente à empresa catariana Fadaat Media. Lançou um site em língua árabe em março de 2014 e um jornal diário em árabe em setembro de 2014. A versão em inglês do seu site é chamada The New Arab.
Em 2015, a Fadaat lançou a Al Araby [en] como um contraponto à Al Jazeera, percebida como tendenciosa.

## História
Em meio a tensões entre o emir do Catar, Tamim bin Hamad al-Thani, e o diretor da Al Jazeera, Tamim lançou o Al-Araby Al-Jadeed, liderado por seu conselheiro mais próximo, Azmi Bishara. Segundo a professora Lina Khatib [en], a associação da Al Jazeera com a Irmandade Muçulmana e sua reputação como porta-voz da revolução síria [en] prejudicaram sua credibilidade. Com o lançamento, Tamim buscava estabelecer uma voz independente de seus pais.
O Al-Araby Al-Jadeed foi oficialmente lançado em março de 2014 como um novo projeto de mídia financiado pela empresa privada catariana Fadaat Media. O site em língua árabe, Al-Araby Al-Jadeed, foi lançado em março de 2014, seguido por um jornal diário em árabe com o mesmo nome em setembro de 2014. Também possui um site em inglês chamado The New Arab.
O Dr. Azmi Bishara, cristão palestino residente em Doha e ex-membro do Knesset israelense, dirige o Al-Araby Al-Jadeed. Atualmente, o Al-Araby Al-Jadeed opera globalmente, com mais de 150 funcionários em três escritórios, localizados em Beirute, Doha e Londres.
Jornalistas do Al-Araby Al-Jadeed, incluindo Bishara, foram alvos de hackers ligados ao Projeto Raven [en], uma iniciativa dos Emirados Árabes Unidos para atacar os telefones móveis de figuras da mídia que os EAU acreditavam serem apoiadas pelo Catar.

## Posição editorial
Bishara descreveu o veículo como "relativamente independente" no contexto do mundo árabe. Segundo ele, "Às vezes, o jornal pode ser cauteloso sobre o que não dizer, porque você não está lá para provocar as pessoas que o financiam." De acordo com a professora Lina Khatib, o Al-Araby Al-Jadeed foi concebido como um rival da Al Jazeera, que apoia a Irmandade Muçulmana, servindo como um importante canal para as visões do governo catariano.
Desde 2013, muitos jornalistas egípcios encontraram emprego em veículos de mídia árabes, como o Al-Araby Al-Jadeed, financiado pelo Catar e crítico ao governo egípcio.
A versão em inglês do The New Arab possui uma coleção de artigos que documentam a guerra de Israel em Gaza. Durante a controvérsia após a explosão no hospital Al-Ahli durante a Guerra em Gaza, a edição em árabe do Al-Araby Al-Jadeed culpou as Forças de Defesa de Israel (FDI) e denunciou o presidente dos EUA, Joe Biden, por endossar a alegação das FDI de que a explosão foi causada por um foguete da Jihad Islâmica Palestina.

## Propriedade e finanças
O veículo pertence à Fadaat Media Ltd., sediada no Catar. Abdulrahman Elshayyal é o CEO do jornal. A Fadaat Media é uma empresa de investimento em mídia árabe.